# Pamplona
Pamplona (in castigliano) o Iruñea (in basco; ufficialmente Iruña) è un comune spagnolo di 209 672 abitanti (2023), capoluogo della comunità autonoma della Navarra.
È situata a 407 km a nord-est di Madrid e a 50 km del confine con la Francia. È la prima grande città spagnola lungo il Camino Francés del Cammino di Santiago di Compostela ed è famosa in tutto il mondo per la corsa dei tori durante la festa di San Fermín, che si tiene ogni anno dal 6 luglio al 14 luglio. Questo festival è stato portato alla fama letteraria con la pubblicazione nel 1926 del romanzo di Ernest Hemingway Il sole sorge ancora.

## Storia
Fondata da Pompeo nel 75 a.C. come accampamento militare, con il tempo crebbe e divenne la città di Pompaelo, da cui deriva il nome. Ebbe un periodo di splendore nell'epoca imperiale di Roma, ma subì poi diverse invasioni barbariche che la distrussero. Nel 466 fu presa dai Visigoti che vi si installarono ma non seppero resistere agli Arabi agli inizi dell'VIII secolo. Gli Arabi non vi si installarono abitualmente preferendo la città di Tudela.

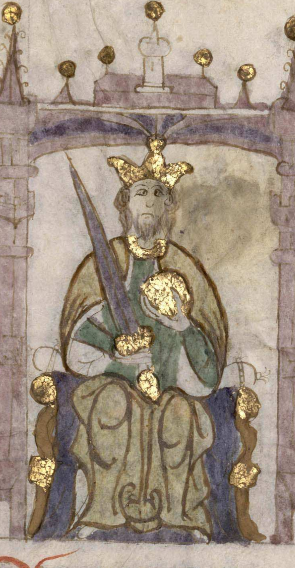
Eneko Arista, primo re di Pamplona (miniatura del XV secolo proveniente da Madrid, Biblioteca Nacional de España, MS 7415)

Nel 778 Carlo Magno nel corso di una spedizione contro Saragozza, in mano ai Musulmani, distrusse le mura della città. Alla metà del IX secolo si consolidò un consistente nucleo di cristiani che si contrapponevano ai Musulmani e la dinastia Jimena nel X secolo rafforzò questo movimento religioso, politico e sociale creando il Regno di Pamplona come si chiamerà nei secoli successivi fino al 1164 quando prese il titolo di Regno di Navarra agganciandosi alla Navarra per meglio fronteggiare l'espansionismo ricorrente della Castiglia. A Pamplona si rafforzò intanto il potere del Vescovo poiché il re, come era uso a quei tempi, aveva una corte itinerante ed i vescovi amministrarono la città fino al 1323. Nei secoli XI-XII si ebbe il ripopolamento che determinò però la nascita di tre distinti agglomerati urbani, che combatterono fra di loro, frenando lo sviluppo della città finché con il privilegio de la Union, concesso dal re Carlo III di Navarra, il Nobile, nel 1423 la città fu unificata e nel 1426 divenne la capitale del regno di Navarra e tale rimase fino al 1512, quando venne assorbita nel regno di Spagna che si costituì definitivamente nel 1516 con Carlo V. Prima però ci fu un periodo di crisi politica che scosse la Navarra nel XV secolo con guerre civili; chi ne approfittò fu la Castiglia che la invase; il re Giovanni III di Navarra e la regina Caterina di Navarra abbandonarono il regno e si rifugiarono in Francia. In questa guerra combatté dalla parte dei Castigliani anche Ignazio di Loyola che fu ferito in un luogo dove oggi sorge una cappella, nei pressi del Palazzo di Navarra; da quel momento Ignazio di Loyola cambiò vita e fondò l'Ordine della Compagnia di Gesù.

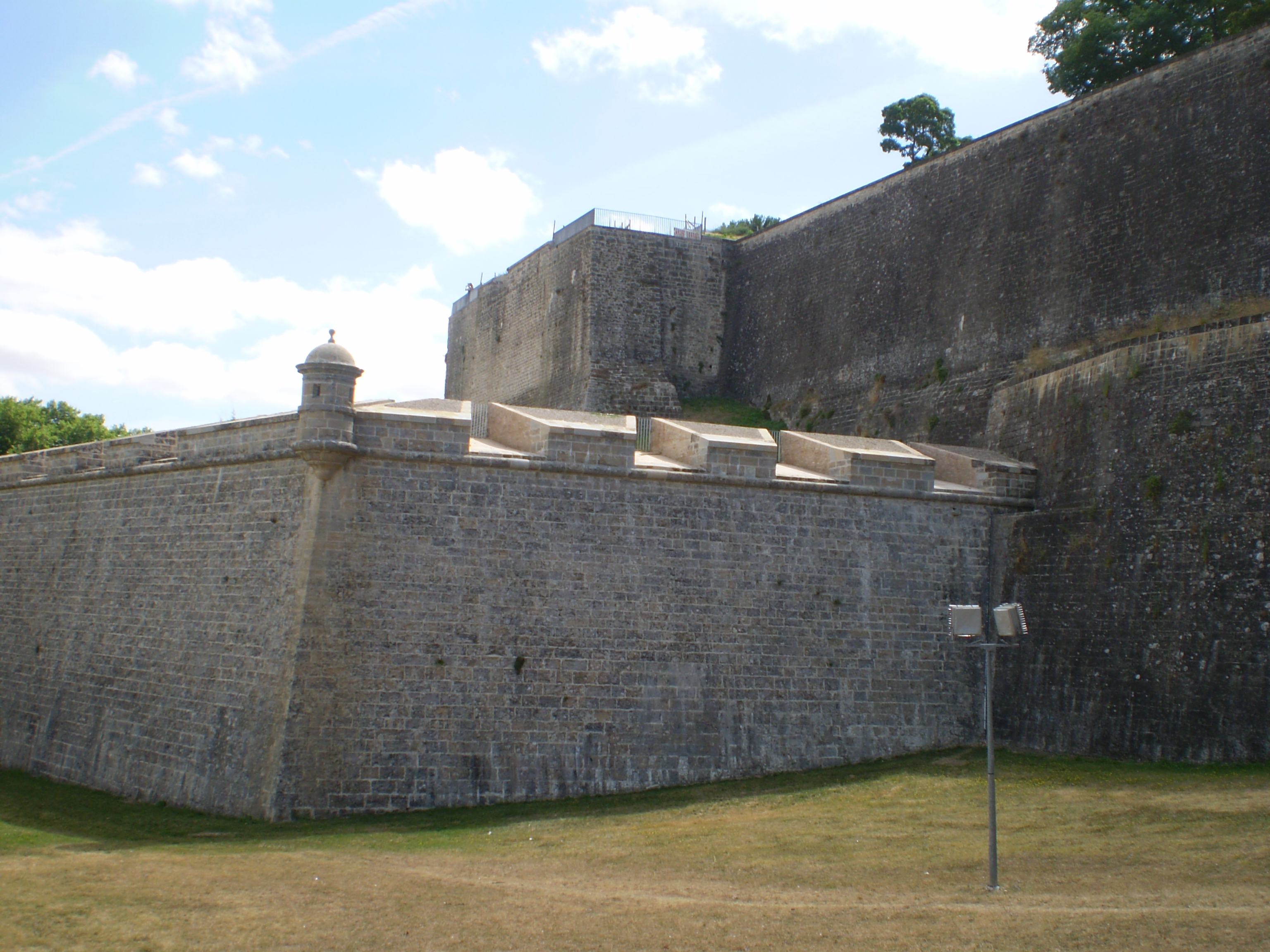
Le mura della città di Pamplona

Con la conquista da parte del regno di Castiglia, Pamplona assunse le funzioni di piazza fortificata per far fronte alle continue minacce d'invasione che venivano dalla vicina Francia. Tra i secoli XVI-XVIII si succedettero lavori di fortificazioni allo scopo di fare di Pamplona un bastione inespugnabile. In sostituzione della monarchia fu nominato un viceré che amministrò la Navarra con l'aiuto del Consejo de Navarra suprema istanza giudiziale, la Camara de Comptos, corte dei conti e le Cortes de Navarra che continueranno a riunirsi fino al 1828.
Fino al XX secolo la città rimase chiusa entro le sue mura che furono in parte aperte a partire dal 1905, per permettere via via l'espansione della città. Verso la metà del secolo, iniziò ad industrializzarsi determinando correnti d'immigrazione con la necessità di far sorgere nuovi quartieri. Le zone dove sorgevano le fortificazioni furono trasformate in parchi e la città assunse l'aspetto attuale di città moderna che conserva però una parte delle sue vestigia di epoca medioevale, con i resti delle mura e le chiese di san Saturnino e san Nicola. La cattedrale è gotica. Altri rilevanti edifici civili sono la Corte dei conti (Cámara de los Comptos o Kontuen Ganbera, XIV secolo), il Comune (Ayuntamiento o Udaletxea) e il palazzo della Navarra (Palacio de Navarra o Nafarroako jauregia, sec. XIX).
Pamplona presenta un grande contrasto tra la città moderna, con grandi viali e molto verde, e la città medioevale, con i suoi vicoli, piazzette e monumenti antichi. E tuttavia, a differenza di altre città che tengono separate la città antica e quella moderna, a Pamplona tradizione e modernità si coniugano in maniera ammirevole nelle stesse zone. Questo è particolarmente evidente nella zona delle lunghe mura, ricostruite nei secoli XVI e XVIII, che abbracciano la città correndo in parte lungo il fiume Arga. Costeggiandole si passa attraverso bei giardini moderni e grandi viali, e si incontrano anche i monumenti più antichi della città, il tutto tenuto insieme in straordinaria armonia. La città, un tempo interamente cinta da mura, si estende oggi nella valle del fiume Arga, e forma con i municipi vicini un continuum urbano che ospita 250 000 abitanti, la metà della popolazione della Comunità Autonoma della Navarra.
A Pamplona San Josemaría Escrivá de Balaguer ha fondato l'Università di Navarra nel 1952.

## Stemma
Lo stemma cittadino è composto da uno scudo appuntito con campo azzurro, al cui centro campeggiano un leone argentato voltato verso destra e, sopra di esso, una corona reale dorata. Il bordo dello scudo è di colore rosso ed ornato da otto catene d'oro, simbolo del Regno di Navarra fin dal 1212. A sormontare lo stemma, nuovamente una corona di colore oro, questa volta ducale.
L'adozione dello stemma cittadino si può far risalire al 1423, quando il re Carlo III di Navarra concesse alla città di Pamplona il cosiddetto "privilegio di unione" (Privilegio de la Unión), unificando diversi borghi in un unico centro abitato.

## Monumenti e luoghi d'interesse

### Architetture religiose
- Cattedrale di Pamplona, gotica del 1394-1501, con facciata neoclassica
- Chiesa di San Nicola
- Chiesa di San Saturnino
- Chiesa di San Lorenzo

### Architetture civili
- Palacio de Navarra
- Plaza de Castillo
- Ponte della Maddalena, all'ingresso della parte medievale della città, punto d'interesse del Cammino di Santiago di Compostela

## Clima
| Pamplona            | Mesi | Mesi | Mesi | Mesi | Mesi | Mesi | Mesi | Mesi | Mesi | Mesi | Mesi | Mesi | Stagioni | Stagioni | Stagioni | Stagioni | Anno  |
| Pamplona            | Gen  | Feb  | Mar  | Apr  | Mag  | Giu  | Lug  | Ago  | Set  | Ott  | Nov  | Dic  | Inv      | Pri      | Est      | Aut      | Anno  |
| ------------------- | ---- | ---- | ---- | ---- | ---- | ---- | ---- | ---- | ---- | ---- | ---- | ---- | -------- | -------- | -------- | -------- | ----- |
| T. max. media (°C)  | 8,5  | 10,0 | 13,7 | 15,6 | 19,5 | 23,4 | 26,6 | 26,8 | 24,0 | 18,7 | 12,5 | 9,1  | 9,2      | 16,3     | 25,6     | 18,4     | 17,4  |
| T. min. media (°C)  | 1    | 1,6  | 3,7  | 5,9  | 8,9  | 11,8 | 13,8 | 14,0 | 12,1 | 8,3  | 4,1  | 2,0  | 1,5      | 6,2      | 13,2     | 8,2      | 7,3   |
| Precipitazioni (mm) | 111  | 85   | 79   | 84   | 89   | 81   | 48   | 56   | 73   | 99   | 104  | 133  | 329      | 252      | 185      | 276      | 1 042 |

## Società

### Evoluzione demografica
-

## Los Sanfermines, Fiestas de San Fermín

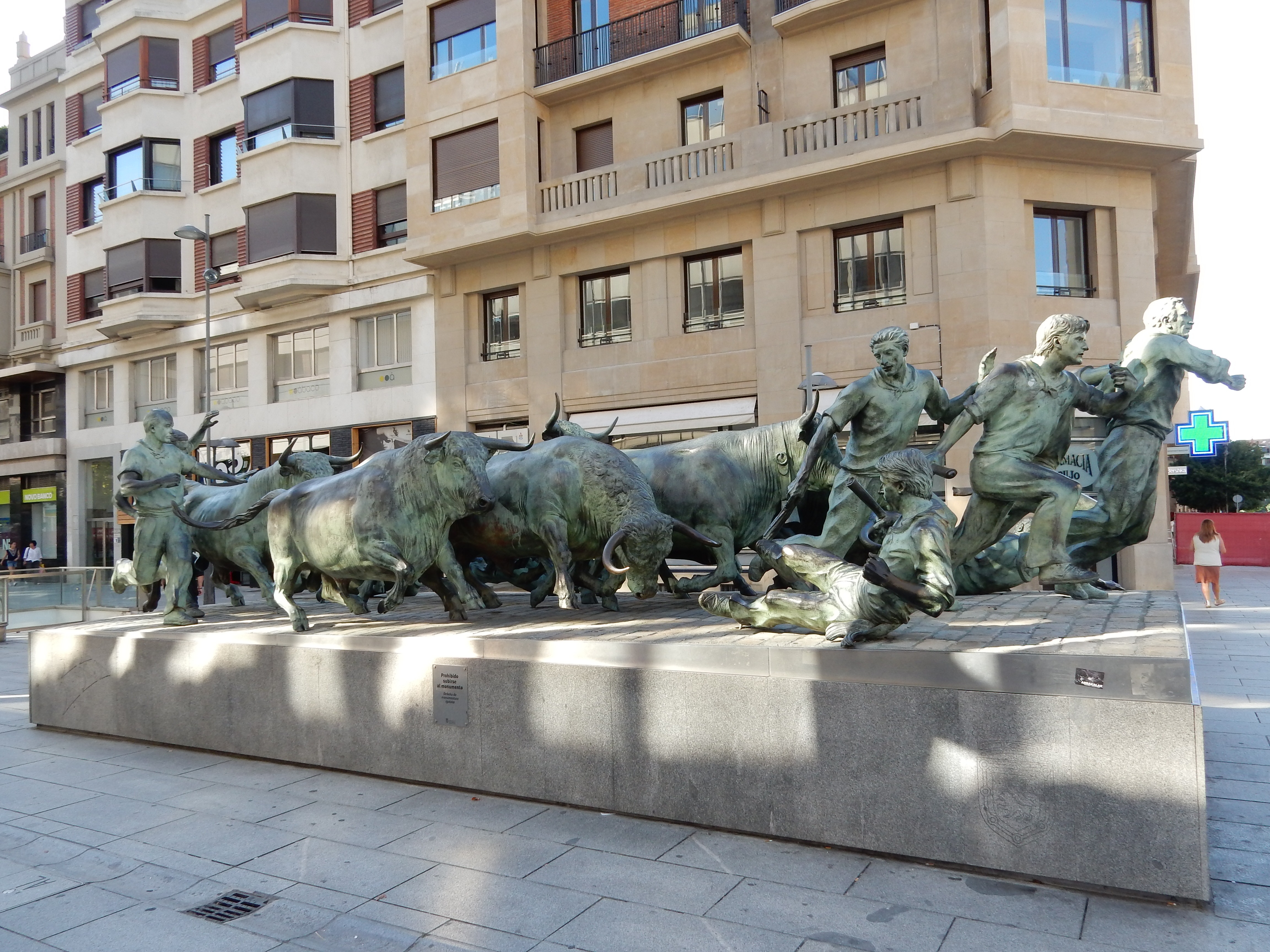
Monumento all'Encierro

Los Sanfermines o Las fiestas de San Fermín sono le feste che Pamplona celebra tra il 6 e il 14 luglio in onore di San Firmino di Amiens, compatrono di Navarra e patrono dell'arcidiocesi di Pamplona e Tudela.
Secondo la tradizione Firmino, figlio del senatore Firmus, governatore di Pamplona nel III secolo, si convertì al Cristianesimo e fu battezzato da San Saturnino nel luogo che oggi si chiama popolarmente Pocico de San Cernin. Firmino fu ordinato sacerdote a Tolosa, in Francia, poi tornò a Pamplona come vescovo e morì decapitato ad Amiens, dove era andato a predicare, il 25 settembre del 303. Patrono delle confraternite dei barcaioli, dei vinai e dei fornai, da molto tempo San Firmino viene ricordato con una festa che dura 204 ore.
Le feste cominciano con il lancio del chupinazo (razzo) dal balcone del consiglio della città a mezzogiorno del 6 luglio e finiscono a mezzanotte del 14 luglio. Una delle attività più famose del Sanfermines è l'Encierro, la famosa corsa dei tori, che corrono tra la folla fino all'arena delle corride. Le corse avvengono tra il 7 e il 14 di luglio e cominciano alle otto, con una durata media di tre, quattro minuti.
Attraverso i secoli la lunga festa di San Firmino tanto cara ad Hemingway e di cui i tori sono l'elemento più caratteristico, continua ad avere per protagonista la strada, che è il suo vero luogo, dove convivono armonicamente le cerimonie religiose con quelle profane, le cerimonie pubbliche con il tumulto popolare, il culto arcaico del toro con il mangiare e il bere.
In questi anni gli animalisti hanno duramente contestato la festa a causa del maltrattamento dei tori durante le corride. Per protesta si sono svolte delle manifestazioni con animalisti svestiti che sfilano per le strade della città.
Oltre alle feste di San Firmino, universalmente conosciute, che attirano a Pamplona gente da ogni parte del mondo, ci sono anche altre festività come in ogni città della Spagna, di carattere religioso e civile nello stesso tempo: la Settimana Santa, il 29 novembre la festa di San Saturnino patrono della città, il 5 gennaio il corteo per le vie della città dei tre Re Magi accompagnati dai loro seguiti reali.

## Infrastrutture e trasporti
Lo scalo ferroviario principale della città è la stazione di Pamplona.

## Amministrazione

### Gemellaggi
- Pamplona, dal 1980
- Yamaguchi, dal 1980
- Bayonne, dal 1960[10]
- Paderborn, dal 1992
- San Severo, dal 2006 (città amica)
- Toruń, dal 2011

## Sport
La locale squadra di calcio è l'Osasuna, che gioca allo Stadio El Sadar.